# 若林三由
若林 三由（わかばやし みつよし）は、江戸時代前期の武士、旗本。佐渡奉行。

## 生涯
水戸藩士・長繁由の子、母は同藩御附家老・中山信吉の妹という。1,100石の旗本・若林直則の娘婿となる。寛永3年（1626年）直則が死去すると家督を継承、相模国内の所領のうち直則の実子・三平に半分を割いて550石を領した。寛永10年（1633年）武蔵国都筑郡内に200石を加増。小姓組、大番を歴任、のち組頭に進む。寛永16年（1639年）江戸城筋違橋門の普請奉行を務める。寛文2年（1662年）佐渡奉行に任じられ、常陸国茨城郡に300石を加増された。寛文10年（1670年）小普請に移る。
天和3年（1683年）74歳で死去。家督は長男の直方が継ぎ、次男直正は別家を立て、四男信好は三由の実家・長家の家名を称した。
儒学を好んで『孟子』『太極図説』に通じ、号の養浩は『孟子』公孫丑・上「養二浩然之気一」から引いている。また膂力に優れ強弓をよくした。私生活では風流を好み、読書・造園・詩吟を楽しんだという。